# Fernando Eimbcke
Fernando Eimbcke (ur. 21 kwietnia 1970 w mieście Meksyk) – meksykański reżyser i scenarzysta filmowy.

## Życiorys
W latach 1992–1996 studiował reżyserię filmową w Centro Universitario de Estudios Cinematográficos na uniwersytecie UNAM w mieście Meksyk. Karierę rozpoczął od tworzenia wideoklipów i filmów krótkometrażowych.
Debiut fabularny Eimbckego, Sezon na kaczki (2004), miał swoją premierę na 57. MFF w Cannes w sekcji Tygodnia Krytyki. Ten skromny, niskobudżetowy film zrealizowany został na taśmie czarno-białej niemal wyłącznie w jednym z mieszkań Meksyku. Obraz zdobył aż 11 nagród Ariel - głównych wyróżnień meksykańskiej branży filmowej.
Następny projekt reżysera, Nad jeziorem Tahoe (2008), stał się sensacją 58. MFF w Berlinie, gdzie otrzymał Nagrodę im. Alfreda Bauera oraz Nagrodę FIPRESCI. Tosty po meksykańsku (2013) przyniosły mu zaś Srebrną Muszlę za najlepszą reżyserię na MFF w San Sebastián.

## Styl filmowy
Wspólnym mianownikiem dla wszystkich fabuł reżysera są ich nastoletni bohaterowie. Tematem stale powracającym u Eimbckego jest wchodzenie w dorosłość. W jego filmach dorośli często wykazują więcej cech niedojrzałości od samych nastolatków.
Minimalistyczne, obserwacyjne kino Eimbckego porównuje się często do równie oszczędnych w środkach artystycznego wyrazu wczesnych filmów Jima Jarmuscha. Sam reżyser wskazuje na inspirację kinem Jarmuscha, ale też Vittoria De Siki i Yasujiro Ozu.

## Filmografia

### Reżyser

#### Filmy fabularne
- 2004: Sezon na kaczki (Temporada de patos)
- 2008: Nad jeziorem Tahoe (Lake Tahoe)
- 2010: Rewolucja (Revolución) - epizod La bienvenida
- 2013: Tosty po meksykańsku (Club sándwich)
- 2014: Short Plays - epizod Half Time
- 2018: Berlin, I Love You - epizod (w produkcji)

#### Filmy krótkometrażowe
- 1994: Disculpe las molestias
- 1995: Perdón?
- 1995: No todo es permanente - dokumentalny
- 2002: La suerte de la fea... a la bonita no le importa
- 2005: Perro que ladra[5][6]